# Lelja Dobronić
Lelja Dobronić (Zagreb, 19. travnja 1920. – Zagreb, 19. prosinca 2006.) bila je hrvatska povjesničarka umjetnosti.

## Životopis

### Djetinjstvo i školovanje
Završila je srednju školu u Prvoj klasičnoj gimnaziji u Zagrebu 1939. Diplomirala je povijest umjetnosti i kulture s klasičnom arheologijom te nacionalnu i opću povijest na Filozofskom fakultetu u Zagrebu 1943. Doktorirala je 1946. godine. 

### Znanstveno-istraživački rad
Godine 1947. udala se za sveučilišnog profesora i filozofa Pavla Vuk-Pavlovića. Radila je kao kustosica u Gliptoteci grada Zagreba (1944. – 1948.), u Muzeju grada Zagreba (1948. – 1962.), u Zavodu za zaštitu spomenika kulture grada Zagreba (1962. – 1964.), u Muzejsko-dokumentacijskom centru (1964. – 1967.) te u Povijesnom muzeju Hrvatske (1967. – 1980.), kojem je bila i ravnateljica. 
Istraživala je kulturnu povijest grada Zagreba i Hrvatske. Napisala je niz knjiga i rasprava. Sa suradnicima je pripremila pet svezaka Povijesnih spomenika grada Zagreba. Temeljito je obradila povijest Kaptola i Nadbiskupijskog dvora. Proučavala je i napisala životopise prvih 29 zagrebačkih biskupa (osim bl. Augustina Kažotića), povijest župa Bedenica i Veliko Trgovišće. Pisala je o starim viteškim redovima. Predavala je na poslijediplomskom studiju pomoćnih povijesnih znanosti Filozofskog fakulteta u Zadru (1970. – 1980.). Kao vanjska suradnica Leksikografskog zavoda Miroslav Krleža surađivala je u izradi više enciklopedija.
Kao aktivna vjernica, sudjelovala je u radu hrvatskih sekcija Međunarodnih marioloških kongresa na Malti 1983., u Kevelaeru 1987., u Huelvi 1992. i Czestochowi 1996.
Bila je predsjednica Hrvatskog planinarskog društva „Zagreb-Matica”, članica Matice hrvatske, Društva povjesničara umjetnosti Hrvatske i Društva za povjesnicu Zagrebačke nadbiskupije „Tkalčić”. 

## Djela
Nepotpun popis:
- Monumenta historica civitatis Zagrabiae. Vol. XVIII. Protocolla restaurationum, protestationum et statutorum 1604. – 1700. (ur.) (1949.)
- Monumenta historica civitatis Zagrabiae. Vol. XIX. Acta colonos civitatis spectantia 1615. – 1665. Regesta proventuum et expensarum civitatis 1614. – 1669. (ur.) (1953.)
- Stare numeracije kuća u Zagrebu (1959.)
- Zagrebački graditelj Janko Jambrišak (1959.)
- Stari planovi Zagreba (1961.)
- Zaboravljeni zagrebački graditelji (1962.)
- Zagrebački arhitekti Hoenigsberg i Deutsch (1965.)
- Zagreb (1966.)
- Vodič po Gornjem gradu, Zagreb (1967.)
- Zagrebački Gornji grad nekad i danas (1967., 21983.) / Zagrebački Kaptol i Gornji grad nekad i danas (31986., 41988.)
- Bartol Felbinger i zagrebački graditelji njegova doba (1971.)
- Monumenta historica civitatis Zagrabiae. Vol. XX. Protocolla restaurationum, protestationum et statutorum 1701. – 1742. Protocollum civium 1733. – 1799. Proprietarii domuum Zagrabiensium saec. XVIII. (Tabellae) (ur.) (1971.)
- Dvorac Golubovec (1972.)
- Palača Povijesnog muzeja Hrvatske (1972., 22004.)
- Zagreb (povijesne i umjetničke znamenitosti). Okolna mjesta. Vodič (1974.)
- Antun Dobronić, 1878. – 1955. Popis glazbenih djela (1974.)
- Monumenta historica civitatis Zagrabiae. Vol. XXI. Protocolla restaurationum, protestationum et statutorum 1743. – 1834. (ur.) (1975.)
- Po starom Movraču. Pokušaj povijesne topografije (1979.)
- Graditelji i izgradnja Zagreba u doba historijskih stilova (1983.)
- Viteški redovi templari i ivanovci u Hrvatskoj (1984.)
- Zagreb (1985.)
- Bedenica, župa Svih svetih (1987.)
- Zagrebačka biskupska tvrđa (1988., 21991.)
- Biskupski i kaptolski Zagreb (1991.)
- Slobodni i kraljevski grad Zagreb (1992.)
- Monumenta historica civitatis Zagrabiae. Vol. XXII. Protocolla varia (ur.) (1992.)
- Renesansa u Zagrebu (1994.)
- Veliko Trgovišće. Župa Majke Božje od sedam žalosti, nekad župa Sv. Jurja ob Jezeru (1997.)
- Kalnički plemenitaši (1998.)
- Iz prošlosti Glogovnice (1999.)
- Splet sudbina. Riječi prethodnika i sabrani spisi o djedovima (2000.)
- Antun Dobronić (2000.)
- Antun Dobronić, 1878. – 1955. Popis skladba (2000.)
- Templari i ivanovci u Hrvatskoj (2002.)
- Stari "vijenac" sela oko Zagreba (2003.)
- Klasična gimnazija u Zagrebu od 1607. do danas (2004.)
- Zagrebačka akademija. Academia Zagrabiensis. Visokoškolski studiji u Zagrebu, 1633. – 1874. (2004.)
- Crkva Svete Katarine. Sakralni kulturno-povijesni vodič (2005.)
- Po starom Moravču: pokušaj povijesne topografije  (tlocrte nacrtao Zorislav Horvat)

## Nagrade i priznanja
- 1969.: Nagrada grada Zagreba
- Nagrada Hrvatske akademije znanosti i umjetnosti „Pavao Ritter Vitezović” za životno djelo
- Nagrada „Ivan Kukuljević Sakcinski” Matice hrvatske
- Red Danice hrvatske s likom Ruđera Boškovića
- Počasna članica Družbe „Braće Hrvatskoga Zmaja”
- 2000.: Počasna građanka grada Križevaca

## Vanjske poveznice
- Lelja Dobronić (Zagreb, 19. travnja 1920. – Zagreb, 22. prosinca 2006.), prigorski.hr, 19. travnja 2016.
- Dobronić, Lelja, Hrvatski biografski leksikon
- Dobronić, Lelja Hrvatska tehnička enciklopedija, portal hrvatske tehničke baštine. LZMK